# Landgut
Landgut ist ein Rechtsbegriff, der im Bürgerlichen Gesetzbuch auf bestimmte landwirtschaftliche Betriebe angewandt wird und vor allem für die erbrechtliche Privilegierung landwirtschaftlichen Grundbesitzes im Bereich des Anerbenrechts von Bedeutung ist.
Ein Landgut im Sinne des BGB kann nach § 2049 zum Ertragswert vererbt werden. Als Zubehör gehören zu einem solchen Landgut nach § 97 in Verbindung mit § 98 Ziffer 2 BGB „das zum Wirtschaftsbetriebe bestimmte Gerät und Vieh, die landwirtschaftlichen Erzeugnisse, soweit sie zur Fortführung der Wirtschaft bis zu der Zeit erforderlich sind, zu welcher gleiche oder ähnliche Erzeugnisse voraussichtlich gewonnen werden, sowie der vorhandene, auf dem Gut gewonnene Dünger.“ Nach der konkretisierenden Rechtsprechung des Bundesgerichtshofs ist ein Landgut eine „Besitzung“, „die eine zum selbständigen Betrieb der Landwirtschaft einschließlich der Viehzucht oder der Forstwirtschaft geeignete und bestimmte Wirtschaftseinheit“ verkörpert. Dazu gehören auch die „nötigen Wohn- und Wirtschaftsgebäude“, also eine Hofstelle. Das Landgut muss seinem Inhaber eine „selbständige Nahrungsquelle“ bieten, wobei diese ihn nicht vollständig ernähren muss (Ackernahrung), so dass keineswegs nur Haupterwerbsbetriebe, sondern auch Nebenerwerbsbetriebe als Landgut privilegiert sein können, wenn die übrigen Voraussetzungen gegeben sind. Die Höfeordnung geht für die ihr unterfallenden Höfe dem subsidiären Anerbenrecht des BGB vor.